# Liste der Monuments historiques in Saint-Mard (Seine-et-Marne)
Die Liste der Monuments historiques in Saint-Mard (Seine-et-Marne) führt die Monuments historiques in der französischen Gemeinde Saint-Mard auf.

## Liste der Objekte
| Bezeichnung                                                                                             | Beschreibung | Standort                                                        | Kennzeichnung | Schutzstatus | Datum      | Bild |
| --- | --- | --------------------------------------------------------------- | ------------- | ------------ | ---------- | ---- |
| Skulptur des heiligen Mard                                                                              | Holz, polychrom gefasst, 16./17. Jahrhundert | in der Kirche St-Mard (Lage)                                    | PM77001582    | Classé       | 1980-02-29 |      |
| Altarbild „Christus am Kreuz“ des Hochaltars und zwei Gemälde „Heiliger Medard“ und „Heiliger Nikolaus“ | Altarbild bestehend aus drei Ölgemälden und zwei ineinandergreifenden und kannelierten Säulen aus dem 18. Jahrhundert.                                                                            | Im Chor in der Kirche St-Mard (Lage)                            | PM77003093    | Inscrit      | 1979-02-05 |      |
| Altar, Tabernakel und Altarbild                                                                         | Altar bestehend aus verschiedenen Elementen, dem Tabernakel (beide 19. Jahrhundert) und dem Altarbild aus dem 18. Jahrhundert mit einem gewölbten Giebel und kannelierten Säulen.                 | Kapelle im nördlichen Seitenschiff in der Kirche St-Mard (Lage) | PM77003094    | Inscrit      | 1979-02-05 |      |
| Beichtstuhl aus Holz                                                                                    | Beichtstuhl aus dem 18. Jahrhundert mit einem eingravierten Monogramm des Heiligen Médard auf der mittleren der drei Türen. Über dem Monogramm ein durchbrochenes Oval mit dem Monogramm Christi. | in der Kirche St-Mard (Lage)                                    | PM77003092    | Inscrit      | 1979-02-05 |      |